# محمود عبدالرئوف
محمود عبدالرئوف (انگلیسی: Mahmoud Abdul-Rauf، (متولد کریس وین جکسون انگلیسی: Chris Wayne Jackson در ۹ مارس ۱۹۶۹) سابق آمریکایی حرفه‌ای بسکتبال بازیکن. رئوف بازی بسکتبال برای گولفپرت دبیرستان قبل از ثبت نام در دانشگاه ایالتی لوئیزیانا به بازی بسکتبال کالج برای ببر دعوت شد.
او نه سال NBA حرفه‌ای صرف با دنور ناگتسهای ساکرامنتو کینگز و ونکوور گریزلیزبود مشخص شده توسط یک ظاهر در با شدت بهم زدن غوطه دادن مسابقه به عنوان به خوبی به عنوان یکی از دقیق‌ترین پرتاب آزاد تیراندازی پرونده تا کنون. به عنوان یکی از بزرگترین رایگان-پرتاب بورس در تاریخ بازی، Abdul-رئوف از دست رفته همه زمان-پرتاب تیراندازی NBA فصل رکورد تنها یک دست در این فصل ۱۹۹۳–۹۴. او برانگیخت برای امتناع از ایستادن برای سرود ملی و تماس با پرچم ایالات متحده آمریکا نماد ظلم و ستم است. پس از NBA, او با بازی در لیگ‌های مختلف در سراسر جهان است.

## اوایل زندگی و حرفه‌ای
عبدل رئوف در گولفپرت می‌سی‌سی‌پیمتولد شد. , پسر ژاکلین جکسون. او مطرح شد در یک خانواده پدر و مادر به همراه دو برادرش عمر و دیوید. او در دوران کودکی مشخص شد، فقر به عنوان وجود دارد که او و برادران خود را قادر به تغذیه مناسب است. ملا رئوف از دست رفته کلاس چهارم و بعد از آن او قرار داده شده در کلاس‌های آموزش و پرورش است. او دچار از شکل متوسط اختلال تورت سندرمیک بیماری است که تشخیص داده نشده رفت تا او 17. Abdul-رئوف موفق به غلبه بر مشکلات برای تبدیل شدن به یک نابغه بسکتبال برای گولفپرت دبیرستان. او در فصل ارشد در دبیرستان او به طور متوسط ۲۹٫۹ امتیاز و ۵٫۷ کمک در بازی بود به نام تا به مک دونالد آمریکایی بازی. او همچنین به نام آقای می‌سی‌سی‌پی بسکتبال دو بار در سال ۱۹۸۷ و 1988.